# Живая сила (военный термин)
Жива́я си́ла — личный состав воинских формирований, участвующий в бою (операции).

## История
Термин «живая сила» стал широко применяться до появления огнестрельного оружия, в условиях, когда ближний бой состоял из удара пехоты и кавалерии, имевших на вооружении только холодное оружие и действовавших в сомкнутых боевых порядках. Подобный ближний бой являлся единственным методом массового уничтожения противника. 
С момента появления огнестрельного оружия в XIV веке и вплоть до середины XX века словосочетание «живая сила» продолжало использоваться в теории и практике военного искусства, так как для окончательного уничтожения противника наряду с огнестрельным оружием продолжало использоваться и белое (холодное) оружие.
В военном деле России имперского периода использовалось другое словосочетание для состава формирований (людей и животных) — Живая цель.
В XX веке, с появлением автоматического огнестрельного оружия, созданием и развитием военной авиации, танков и других образцов вооружения и военной техники роль удара, основанного на применении мускульной силы человека, постепенно уменьшалась. Всё большее значение приобретали знания и навыки по эффективному применению в бою (операции) сложной военной техники. В связи с этим после Второй мировой войны вместо определения «живая сила» стал применяться термин «личный состав». 
К середине 1970-х годов термин «живая сила» применяется в основном в отношении личного состава войск противника (военнослужащих противника) как объекту, подлежащему поражению огневыми средствами (в отличие от объектов, представляющих собой военную технику и вооружение).